# 索尼娅·朗
索尼娅·朗（曾用名索尼娅·埃伦·基萨（Sonja Elen Kisa），1978年11月1日—）是一名加拿大语言学家和翻译家，因创造了一门极简人工语言——道本语而为人所知。

## 生平
朗出生于加拿大新不伦瑞克省蒙克顿的一个双语家庭，其母亲说法语，父亲说英语。上高中后，她掌握了包括世界语在内的五种语言。她后来表示，世界语是她创造人工语言的灵感。
朗曾在一家传媒机构工作数年，为机构提供翻译和媒体服务。她还在社区学院教授法语。此外她还从事网络安全工作。亦曾在欧洲委员会担任口译员。
她目前居住在乔治市或多伦多。

### 创造道本语
2001年，为了在重性抑郁疾患期间简化自己的思想，朗创造了一门极简人工语言——道本语。她表示，这种语言只有120个单词。道本语一定程度上受道家哲学的启发。2001年8月8日
，朗在网上发布了道本语的早期版本，很快它就受到了关注。2014年，索尼娅·朗出版了她的第一本关于道本语的书，《道本语：好的语言》（英語：Toki Pona: The Language of Good），书中收录了120个单词，另有3个和其他单词同义的词。2016年，此书出版法语版；2021年，此书出版德语版。
2021年7月，她出版了第二本关于道本语的书，《道本语词典》（英語：Toki Pona Dictionary），其中包括道本语社群创造的其它词汇。
2024年2月，索尼娅·朗出版了绿野仙踪的道本语版，这是针对道本语初学者的插图故事书，其中所有的道本语文本都是用 书写的。这是第一本以为书写系统出版的书籍。

### 创造Sitelen Pona
索尼娅·朗本人设计了（好／简单的文字／图画），并于2014年在《道本语：好的语言》中首次发表这一用于道本语的书写系统。